# Dasykaluta rosamondae
Dasykaluta rosamondae är ett däggdjur som tillhör familjen rovpungdjur (Dasyuridae). Artepitet i det vetenskapliga namnet syftar på den engelska mätressen Rosamund Clifford som ofta framställs med röd hår.

## Utseende
I kroppsformen påminner arten om en mus med tjock svans, men den är inte släkt med dessa gnagare. Pälsen är lång, grov samt rödbrun till kopparfärgade. Jämförd med andra musliknande rovpungdjur är huvudet kort och öronen små. Kroppslängden utan svans ligger mellan 9 och 11 centimeter och vikten varierar mellan 20 och 40 gram. Svansen är 5,5 till 7 cm lång.

## Utbredning, habitat och ekologi
Dasykaluta rosamondae lever i regionen Pilbara i nordvästra Western Australia. Habitatet utgörs av gräsmarker med gräs av släktet Triodia. Arten äter insekter och små ryggradsdjur.
Parningstiden är kort och ungarna föds vanligen i november. Dräktigheten varar i 38 till 40 dagar, alltså länge jämförd med andra pungdjur. Det beror troligen på att fostret vilar en tid innan den egentliga dräktigheten börjar. Per kull föds upp till åtta ungar. Ungarna dias tre till fyra månader och efter ungefär tio månader är de könsmogna. Liksom hos pungspetsekorrar dör hannarna efter den första parningen. Honor kan däremot leva längre och de kan ha två eller tre parningstider i livet. Djuret håller svansen ofta upprätt.

## Systematik och status
Tidigare listades arten till släktet pungspetsekorrar (Antechinus) men nyare undersökningar visade att de inte är närmare släkt med varandra. Som närmaste släkting anses numera Parantechinus apicalis.
Dasykaluta rosamondae är inte hotad och arten listas av IUCN som livskraftig (LC).